# Anna Barbara van Meerten-Schilperoort
Anna Barbara van Meerten-Schilperoort (3 de enero de 1778, Geestbrug – 14 de febrero de 1853, Gouda), fue una activista holandesa por los derechos de las mujeres.

## Primeros años

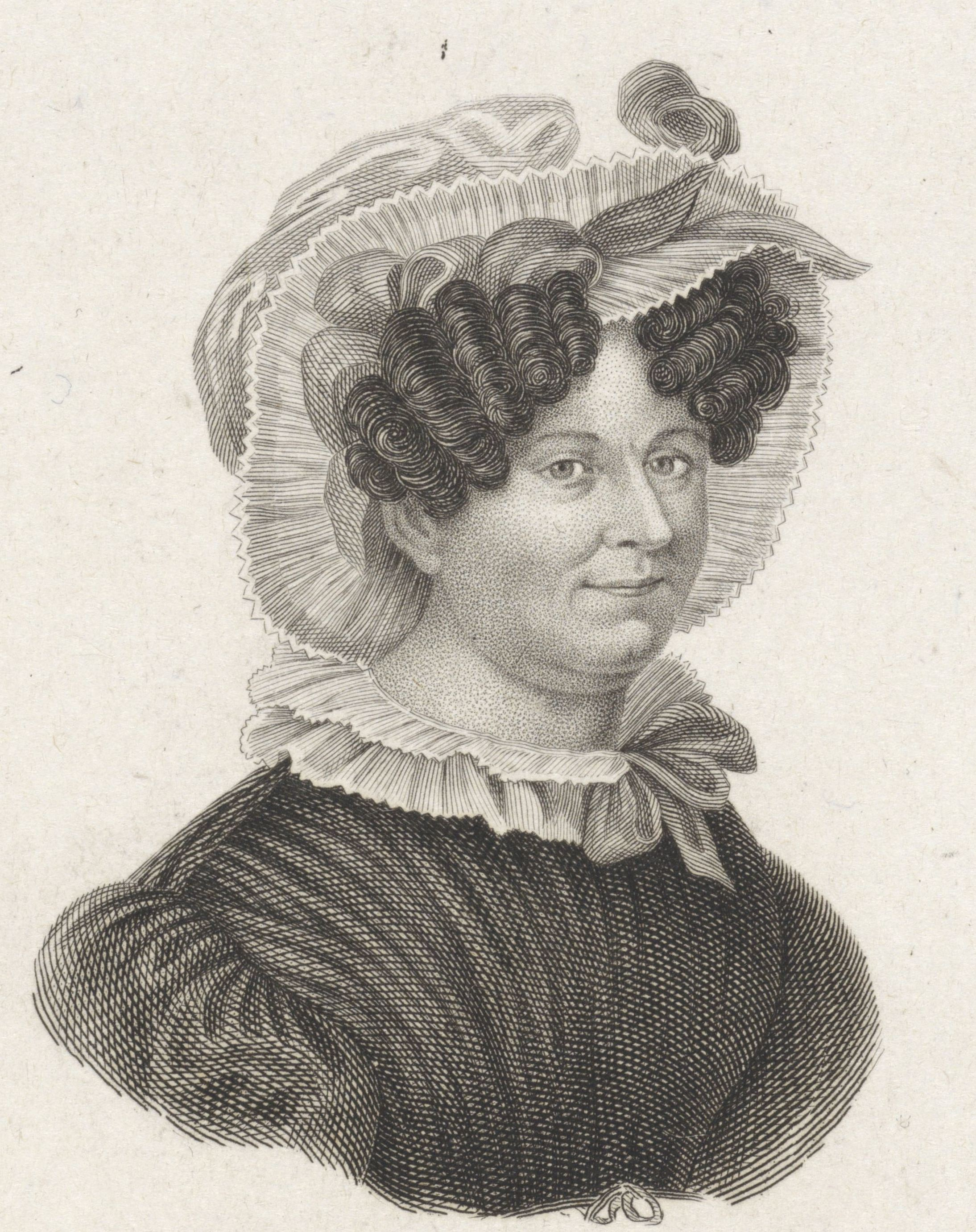
Retrato de Barbera van Meerten-Schilperoort por Philippus Velijn
(entre 1833 y 1836).

Provenía de una familia burguesa y se casó con el vicario Hendrik van Meerten (ca 1760-1830) en 1794. Recibió una educación en una escuela de terminación como era la costumbre de la educación ofrecida en las escuelas para niñas en ese momento.

## Carrera
Debido a la pobreza de la familia provocada por la invasión francesa en 1795, comenzó a dar lecciones privadas para contribuir a los ingresos de la familia. Finalmente abrió una escuela para niñas pequeñas. En 1816 presentó una petición de cursos de formación para maestros en el que no fue aceptada. Publicó varios libros sobre educación, consejos a la mujer, novelas y otras obras. En 1821-1835, fue editora del periódico Penélope. Su escuela se convirtió en uno de los institutos de educación para mujeres más notables de los Países Bajos. Ella habló por el feminismo de la diferencia y argumentó que las mujeres deberían tener un papel más público al servicio del estado.
En 1832, inició una labor filantrópica para mejorar las condiciones de las prisioneras y, en 1841, fundó la asociación benéfica Hulpbetoon aan Eerlijke en Vlijtige Armoede, que fue la primera organización de mujeres en los Países Bajos.
Se la ha mencionado como la fundadora del movimiento organizado por los derechos de las mujeres en los Países Bajos .